# 1962 en architecture
| Années de l'architecture : 1959 - 1960 - 1961 - 1962 - 1963 - 1964 - 1965    |
| Décennies de l'architecture : 1930 - 1940 - 1950 - 1960 - 1970 - 1980 - 1990 |

Cet article présente les faits marquants de l'année 1962 en architecture.

## Réalisations
- Ouverture du terminal de la TWA de l'aéroport international John-F.-Kennedy de New York, dessiné par Eero Saarinen.
- Construction de la tour Tryvannstårnet à Oslo.
- Construction de la cathédrale de Coventry au Royaume-Uni dessinée par Basil Spence.
- Construction du pont du lac Maracaibo au Venezuela dessiné par Riccardo Morandi.
- Construction de la tour Space Needle à Seattle lors de l'exposition universelle organisée par la ville sur le thème du XXIe siècle.
- Construction de la tour CIBC à Montréal.
- Construction de la tour Place Ville-Marie à Montréal.
- Construction de la tour Sentech à Johannesburg.
- Construction de la Minolta Tower à Niagara Falls (Ontario) au Canada.
- Démolition et reconstruction du Pont Lluís Companys à Le Boulou.

## Récompenses
- AIA Gold Medal : Eero Saarinen (posthumous).
- Architecture Firm Award : Skidmore, Owings & Merrill.
- RAIA Gold Medal : Joseph Fowell.
- Royal Gold Medal : Sven Markelius.
- Prix de Rome : Jean-Loup Roubert, premier grand prix ; Christian Cacault, premier second grand prix.
- Prix de Paris : Dominique Hamoun, premier grand prix ; Pascal Bault, premier second grand prix.

## Naissances
- x

## Décès
- 24 juillet : Victor Bourgeois (° 29 août 1897).
- Lilla Hansen (° 1872).